# Campionat del món de ciclisme en pista de 1990
El Campionat Mundial de Ciclisme en Pista de 1990 es va celebrar a Maebashi (Japó) a l'agost de 1990.
Les competicions es van celebrar al Green Dome Maebashi. En total es va competir en 15 disciplines, 12 de masculines i 3 de femenines.

## Resultats

### Masculí

#### Professional
| Prova                 | Or                                    | Argent                        | Bronze                        |
| Velocitat individual  | Michael Hübner · RDA                  | Claudio Golinelli · Itàlia    | Stephen Pate · Austràlia      |
| Persecució individual | Viatxeslav Iekímov · Unió Soviètica · | Francis Moreau · França       | Armand de Las Cuevas · França |
| Cursa per punts       | Laurent Biondi · França ·             | Michael Marcussen · Dinamarca | Danny Clark · Austràlia ·     |
| Keirin                | Michael Hübner · RDA                  | Michel Vaarten · Bèlgica      | Claudio Golinelli · Itàlia    |
| Darrere moto          | Walter Brugna · Itàlia                | Peter Steiger · Suïssa        | Danny Clark · Austràlia       |

#### Amateur
| Prova                     | Or                                                                                         | Argent                                                                       | Bronze                                                                      |
| Velocitat individual      | Bill Huck · RDA                                                                            | Curtis Harnett · Canadà                                                      | Jens Fiedler · RDA                                                          |
| Persecució individual     | Ievgueni Berzin · Unió Soviètica                                                           | Valery Baturo · Unió Soviètica                                               | Mike McCarthy · Estats Units                                                |
| Persecució per equips     | Unió Soviètica · Ievgueni Berzin · Valery Baturo · Alexander Gontchenkov · Dmitri Nelyubin | RFA · Michael Glöckner · Stefan Steinweg · Erik Weispfennig · Andreas Walzer | Austràlia · Brett Aitken · Darren Winter · Stephen Mcglede · Mark Kingsland |
| Quilòmetre contrarellotge | Alexandre Kiritchenko · Unió Soviètica ·                                                   | Martin Vinnicombe · Austràlia ·                                              | Jens Glücklich · RDA ·                                                      |
| Cursa per punts           | Stephen Mcglede · Austràlia ·                                                              | Bruno Risi · Suïssa ·                                                        | Jan-Bo Petersen · Dinamarca ·                                               |
| Tàndem                    | Itàlia · Gianluca Capitano · Federico Paris                                                | Japó · Narihiro Inamura · Toshinobu Saito                                    | RFA · Uwe Butchmann · Markus Nagel                                          |
| Darrere moto              | Roland Königshofer · Àustria                                                               | David Solari · Itàlia                                                        | Andrea Bellati · Suïssa                                                     |

### Femení
| Prova                 | Or                                     | Argent                                   | Bronze                         |
| Velocitat individual  | Connie Paraskevin-Young · Estats Units | Renee Duprel · Estats Units ·            | Rita Razmaitė · Unió Soviètica |
| Persecució individual | Leontien van Moorsel · Països Baixos   | Madonna Harris · Nova Zelanda            | Barbara Ganz · Suïssa          |
| Cursa per punts       | Karen Holliday · Nova Zelanda ·        | Svetlana Samokhvalova · Unió Soviètica · | Kristel Werckx · Bèlgica ·     |

## Medaller
| Pos. | País           | Or | Plata | Bronze | Total |
| 1    | Unió Soviètica | 4  | 2     | 1      | 7     |
| 2    | RDA            | 3  | 0     | 2      | 5     |
| 3    | Itàlia         | 2  | 3     | 0      | 5     |
| 4    | Austràlia      | 1  | 1     | 4      | 6     |
| 5    | França         | 1  | 1     | 2      | 4     |
| 6    | Estats Units   | 1  | 1     | 1      | 3     |
| 7    | Nova Zelanda   | 1  | 1     | 0      | 2     |
| 8    | Àustria        | 1  | 0     | 0      | 1     |
| 8    | Països Baixos  | 1  | 0     | 0      | 1     |
| 10   | Suïssa         | 0  | 2     | 2      | 4     |
| 11   | Dinamarca      | 0  | 1     | 1      | 2     |
| 11   | RFA            | 0  | 1     | 1      | 2     |
| 14   | Canadà         | 0  | 1     | 0      | 1     |
| 14   | Japó           | 0  | 1     | 0      | 1     |
|      | TOTAL          | 15 | 15    | 15     | 45    |